# Babao, Hubei
Babao är en köping i Kina. Den ligger i provinsen Hubei, i den centrala delen av landet, omkring 240 kilometer väster om provinshuvudstaden Wuhan. Antalet invånare är 68 982. Befolkningen består av 34 779 kvinnor och 34 203 män. Barn under 15 år utgör 10,0 %, vuxna 15-64 år 77 %, och äldre över 65 år 11,0 %.
Runt Babao är det tätbefolkat, med 442 invånare per kvadratkilometer. Närmaste större samhälle är Songzi, 9,4 km väster om Babao. Trakten runt Babao består till största delen av jordbruksmark.
Genomsnittlig årsnederbörd är 1 313 millimeter. Den regnigaste månaden är maj, med i genomsnitt 197 mm nederbörd, och den torraste är december, med 17 mm nederbörd.